# Đế quốc Massina
Khalifah Hamdullahi (tiếng Ả Rập: خلافة حمد الله), thường được biết đến với tên gọi Đế quốc Massina, là một nhà nước thánh chiến Fulani vào đầu thế kỷ 19. Quốc gia này tập trung ở khu vực châu thổ nội địa sông Niger, nay là các vùng Mopti và Ségou của Mali. Thủ đô của nó là Hamdullahi.

## Lịch sử
Người Fula trong khu vực đã là chư hầu của các quốc gia lớn hơn qua nhiều thế kỷ, bao gồm Đế quốc Mali (thế kỷ 13-14), Đế quốc Songhai (thế kỷ 15), pasha Maroc ở Tomboctou (thế kỷ 16), và Đế quốc Bambara tại Ségou (thế kỷ 17).
Vào đầu những năm 1800, những quốc gia này đã suy giảm quyền lực. Được truyền cảm hứng từ cuộc nổi dậy của người Hồi giáo tại Hausaland gần đó, nhà thuyết giáo và nhà cải cách xã hội Seku Amadu bắt đầu gia tăng các cuộc phục hưng tôn giáo ở quê hương mình. Cuộc đấu tranh ban đầu đã thành lập vị trí lãnh đạo cho vùng Massina. Đến năm 1818, Seku Amadu lãnh đạo một cuộc thánh chiến chống lại Đế quốc Bambara vào năm 1818. Đế quốc của ông mở rộng nhanh chóng, chiếm Djenné vào năm 1819 và thành lập một thủ đô mới tại Hamdullahi vào năm 1820.
Một trong những thành tựu lâu dài nhất của Massina là bộ luật quy định việc sử dụng vùng châu thổ nội địa Niger của những người chăn nuôi gia súc Fula và các cộng đồng nông dân đa dạng.
Năm 1825, Seku Amadu chinh phục Timbuktu. Theo nhà sử học người Nigeria J. F. Ade Ajayi, Đế quốc Massina "thống trị khu vực khúc quanh sông Niger cho đến khi được sáp nhập vào đế chế của al-Hadjdj 'Umar, trải dài từ đầu nguồn của sông Senegal và sông Gambia đến Timbuktu." Amadu qua đời vào năm 1845, trao lại quyền kiểm soát Đế quốc Massina cho con trai ông, Amadu II, người sau đó được kế vị bởi con trai là Amadu III.
Năm 1862, Omar Tall của Đế quốc Toucouleur mở một cuộc tấn công vào Massina từ căn cứ mới được gia cố tại Ségou. Sau một loạt trận chiến đẫm máu, ông tiến vào Hamdullahi vào ngày 16 tháng 3 rồi san phẳng thành phố. Amadu III bị bắt và bị xử tử. Mặc dù cuộc kháng chiến tiếp tục diễn ra trong thời gian ngắn dưới thời Ba Lobbo, anh trai của Amadu III, sự tàn phá đã đánh dấu sự kết thúc trên thực tế của Đế chế Massina.